# Ultimate Universe
Ultimate Universe — імпринт коміксів, який видається компанією Marvel Comics з 2023 року. Куратором лінійки виступає сценарист Джонатан Гікман. Імпринт презентує нову вигадану тяглість, у якій класичні персонажі Marvel постають у переосмислених образах. Ця нова реальність — Земля-6160 — виникла внаслідок подій мінісерії Ultimate Invasion, створеної Гікманом у співпраці з художником Браяном Гітчем. У ній персонаж, на ім'я Творець (альтернативна версія Ріда Річардса із Землі-1610), формує світ за власним задумом, спотворивши хід історії.
Хоча імпринт має ту саму назву, що й попередня лінійка Ultimate Marvel (2000–2015), він не є її прямим перезапуском. Якщо перша версія Ultimate Marvel зосереджувалася на осучасненні походження відомих персонажів у рамках реалістичної та впізнаваної Землі-1610, то нова Ultimate Universe (Земля-6160) пропонує глибоко модифіковані трактування героїв Marvel, які існують у докорінно змінених соціально-політичних умовах, спричинених втручанням Творця.

## Історія публікації

### Передісторія
Перший імпринт Ultimate Marvel було припинено у 2015 році, а його внутрішньосюжетне знищення відбулося в рамках кросовера Secret Wars, коли Всесвіт Землі-1610 припинив існування. Персонаж Творець, альтернативна версія Ріда Річардса, був перенесений до основного всесвіту Marvel — Землі-616. Сценарист Донні Кейтс використав Творця у своїй серії Venom, де персонаж прагнув відновити й повернутись до свого рідного всесвіту. У фіналі тієї сюжетної лінії Творець опинився в зруйнованому фрагменті Ultimate-реальності та натякнув на підготовку вторгнення до основного всесвіту. Через серйозну автомобільну аварію, внаслідок якої Кейтс втратив частину пам’яті, проєкт було передано Джонатану Гікману.

### Земля-6160
Гікман відмовився від продовження попередніх сюжетних ліній і створив Ultimate Invasion, в якій Творець переноситься до нової альтернативної реальності — Землі-6160. Використовуючи мандрівки у часі, він попереджає появу більшості супергероїв і встановлює авторитарний контроль над планетою. Наприкінці серії Творця було переможено й ув’язнено у надсучасному місті The City разом із Говардом Старком (альтернативною Залізною людиною) та варіацією Канґа Завойовника. The City має знову відкритися через 24 місяці, тоді як тіньовий уряд — Рада Творця — продовжує керувати світом у режимі «влада з-за лаштунків». У відповідь Тоні Старк, син Говарда, бере на себе ім’я Залізний парубок і намагається повернути світ під контроль людей.

### Основні серії
Перший випуск нового імпринту — Ultimate Universe #1 (ваншот), створений Гікманом та художником Стефано Казеллі, виклав оновлений контекст усіх подій. Флагманською серією стала Ultimate Spider-Man, де головним героєм є дорослий Пітер Паркер, який уже одружений з Мері Джейн Вотсон і має двох дітей до того, як стає Людиною-павуком. За словами Гікмана, на створення цієї версії його надихнув фільм «Людина-павук: Навколо всесвіту».
Інші ключові серії включають:
- Ultimate Black Panther (сценарист Браян Гілл, художник Стефано Казеллі) — серія зосереджена на протистоянні Чорної пантери проти богів Хонсу та Ра, що загрожують континенту Африка. Автор посилається на впливи від класичних коміксів про Чорну пантеру, фільмів Раяна Куґлера та всесвіту «Дюни» Френка Герберта.[3]
- Ultimate X-Men (авторка та художниця Піч Момоко) — серія з головною героїнею Бронею, яка поєднує мутації зі світом фольклору й магії. Момоко створила абсолютно нового персонажа і зазначила, що нова серія не відповідає звичним уявленням про супергероїв, що характерно для її попередніх робіт у «всесвіті Момоко».[3]
- The Ultimates (анонсовано у лютому 2024 року; сценарист Деніз Кемп, художник Хуан Фріджері) — нова команда, що включає Залізного парубка, Дума, Капітана Америку, Тора, Сіф, Гіганта та Осу, які об’єднуються для боротьби з Радою Творця. Кемп зазначив, що серія стане переосмисленням самої ідеї супергеройських команд — від епічного до особистісного рівня.[4]
- Ultimate Wolverine (анонсовано на New York Comic Con 2024; сценарист Кріс Кондон, художник Алессандро Каппуччо) — серія розповідатиме про спробу Ради Творця зберегти контроль над своєю частиною світу, використовуючи вбивцю під маскою Зимового Солдата, чию особистість поки що не розкрито. До сюжету залучено Меджик, Колоса та Омегу Реда.[5]

### Майбутні анонси
На San Diego Comic-Con 2024 було оголошено про підготовку ваншота One Year In, який підсумує події першого року існування нового Ultimate-всесвіту. Також було підтверджено розробку нової регулярної серії, запланованої на кінець 2024 або початок 2025 року.
До Free Comic Book Day 2025 (3 травня) Marvel випустить пролог до серії Ultimate Spider-Man: Incursion, перший випуск якої вийде 4 червня 2025 року. Сюжет зосереджено на Майлзі Моралесі, який намагається врятувати свою сестру Біллі після її випадкового переміщення із Землі-616 до Землі-6160.

### Продовжувані серії
| Назва                  | Сценарист       | Художник           | Колорист      | Дата випуску  |
| ---------------------- | --------------- | ------------------ | ------------- | ------------- |
| Ultimate Spider-Man    | Джонатан Гікман | Марко Кеккетто     | Метт Вілсон   | 2013          |
| Ultimate Black Panther | Браян Гілл      | Стефано Каселлі    | Девід К'юріел | 2015          |
| Ultimate X-Men         | Піч Момоко      | Піч Момоко         | Піч Момоко    | 2015          |
| The Ultimates          | Деніз Кемп      | Хуан Фріджері      | Федеріко Блі  | 2013          |
| Ultimate Wolverine     | Кріс Кондон     | Алессандро Каппучо | Браян Валенца | 15 січня 2025 |

### Обмежені серії
| Назва                          | Випуски | Сценарист               | Художник    | Колорист       | Публікація           | Публікація              |
| Назва                          | Випуски | Сценарист               | Художник    | Колорист       | Дата початку випуску | Дата закінчення випуску |
| ------------------------------ | ------- | ----------------------- | ----------- | -------------- | -------------------- | ----------------------- |
| Ultimate Invasion              | #1–4    | Джонатан Гікман         | Браян Гілл  | Алекс Сінклер  | 21 червня 2023       | 27 вересня 2023         |
| Ultimate Spider-Man: Incursion | #1–5    | Деніз Кемп, Коді Зіґлер | Джонас Шарф | Едґар Дельґадо | 4 червня 2025        | ЩНВ                     |

### Ваншоти
| Назва                                                          | Сценарист                          | Художник | Колорист                                | Дата випуску     |
| -------------------------------------------------------------- | ---------------------------------- | --- | --------------------------------------- | ---------------- |
| Ultimate Universe                                              | Джонатан Гікман                    | Стефано Каселлі | Девід К'юріел                           | 1 листопада 2023 |
| Free Comic Book Day 2024: Ultimate Universe/Spider-Man         | Деніз Кемп, Зеб Веллз, Ал Юінґ     | Хуан Фріджері, Раян Стеґман, Джей-Пі Меєр, Ібан Коелло                                                                   | Федеріко Блі, Соня Обек, Френк Д'Армата | 4 травня 2024    |
| Ultimate Universe: One Year In                                 | Деніз Кемп, Кріс Кондон            | Джонс Шарф, Алессандро Каппуччо                                                                                          | Маттіа Іаконо, Браян Валенца            | 11 грудня 2024   |
| Free Comic Book Day 2025: Amazing Spider-Man/Ultimate Universe | Деніз Кемп, Джо Келлі, Коді Зіґлер | Джон Роміта-молодший, Джонас Шарф                                                                                        | Браян Валенца                           | 3 травня 2025    |
| Ultimate Hawkeye                                               | Деніз Кемп, Стівен Ґрем Джонс      | style="background: #DDF; Колір: чорний; vertical-align: middle; text-align: center; " class="no table-no2"\|В очікуванні | 3 вересня 2025                          |                  |

### Пов'язані випуски
- Timeslide (25 грудня 2024)

### Хронологія
Станом на травень 2025 року до імпринту входить понад 60 випусків:
1. Ultimate Invasion #1–4
2. Ultimate Universe (2023) #1
3. Ultimate Spider-Man #1
4. Ultimate Black Panther #1
5. Ultimate Spider-Man #2
6. Ultimate X-Men #1
7. Ultimate Black Panther #2
8. Ultimate Spider-Man #3
9. Ultimate X-Men #2
10. Ultimate Black Panther #3
11. Ultimate Spider-Man #4
12. Ultimate X-Men #3
13. Ultimate Black Panther #4
14. Ultimate Spider-Man #5
15. Free Comic Book Day 2024: Ultimate Universe/Spider-Man #1
16. The Ultimates #1
17. Ultimate X-Men #4
18. Ultimate Spider-Man #6
19. Ultimate Black Panther #5
20. The Ultimates #2
21. Ultimate X-Men #5
22. Ultimate Black Panther #6
23. Ultimate Spider-Man #7
24. Ultimate Black Panther #7
25. The Ultimates #3
26. Ultimate Spider-Man #8
27. Ultimate X-Men #6
28. The Ultimates #4
29. Ultimate Black Panther #8
30. Ultimate X-Men #7
31. Ultimate Spider-Man #9
32. Ultimate Black Panther #9
33. The Ultimates #5
34. Ultimate Spider-Man #10
35. Ultimate X-Men #8
36. The Ultimates #6
37. Ultimate Universe: One Year In #1
38. Ultimate X-Men #9
39. Ultimate Spider-Man #11
40. Ultimate Black Panther #10
41. The Ultimates #7
42. Ultimate X-Men #10
43. Ultimate Spider-Man #12
44. Ultimate Black Panther #11
45. The Ultimates #8
46. Ultimate Black Panther #12
47. Ultimate Wolverine #1
48. Ultimate Spider-Man #13
49. Ultimate X-Men #11
50. The Ultimates #9
51. Ultimate Black Panther #12
52. Ultimate Wolverine #2
53. Ultimate Spider-Man #14
54. Ultimate X-Men #12
55. The Ultimates #10
56. Ultimate Black Panther #13
57. Ultimate X-Men #13
58. Ultimate Black Panther #14
59. Ultimate Spider-Man #15
60. Ultimate Wolverine #3
61. Ultimate X-Men #14
62. The Ultimates #11
63. Ultimate Wolverine #4
64. Ultimate Black Panther #15
65. Ultimate Spider-Man #16
66. Free Comic Book Day 2025: Amazing Spider-Man / Ultimate Universe #1
67. Ultimate Wolverine #5